# Parazitní letoun

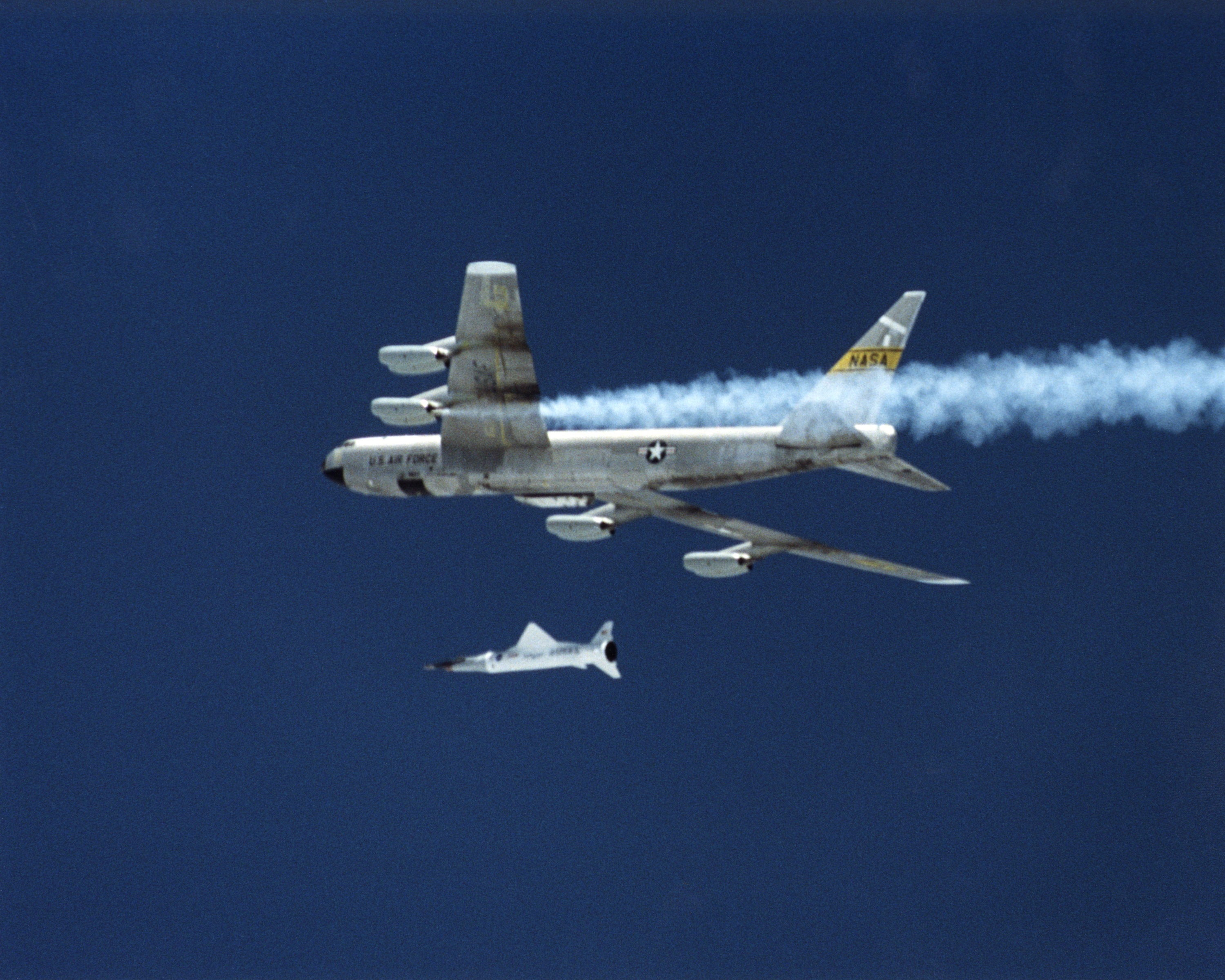
Boeing X-43 spuštěný z křídla nosiče B-52 Stratofortress.

Parazitní letoun je typ letadla, který je přepravován jiným letounem, ze kterého je potom za letu spuštěn.
Parazitní letoun byl poprvé použit v roce 1916, kdy byl britský letoun Bristol Scout spuštěn z Felixtowe Porte Baby – největšího létajícího člunu svého času. Nakonec byly vyvinuty moderní proudové bombardéry, které přepravovaly plně schopné parazitní stíhačky. V některých případech, například u prototypu XF-85 Goblin, byly tyto letouny schopny se vrátit ke svému nosiči. Ale jak rostly výkony stíhaček startujících z pozemních základen, role parazitních letounů se stávala čím dál tím míň potřebnou.
Další použití zahrnují umělá kosmická tělesa, experimentální letadla a pilotované i nepilotované průzkumné letouny. Na počátku svého vývoje byly podobným způsobem vyvíjeny, testovány i přepravovány americké raketoplány Space Shuttle za pomoci upraveného letounu Boeing 747.